# Challenger de Guangzhou
El Guangzhou International Challenger es un torneo profesional de tenis. Pertenece al ATP Challenger Tour. Se juega desde el año 2008 sobre pistas duras, en Guangzhou, China.

## Palmarés

### Individuales
| Año                      | Campeón              | Finalista             | Resultado          |
| ------------------------ | -------------------- | --------------------- | ------------------ |
| 2025                     | Térence Atmane       | Tristan Schoolkate    | 6–3, 7–6(7–4)      |
| 2024                     | Tristan Schoolkate   | Adam Walton           | 6–3, 3–6, 6–3      |
| 2023                     | Térence Atmane       | Marc Polmans          | 4–6, 7–6(9–7), 6–4 |
| 2017-2022: No se disputó |                      |                       |                    |
| 2016                     | Nikoloz Basilashvili | Lukáš Lacko           | 6–1, 6–7(6–8), 7–5 |
| 2015                     | Kimmer Coppejans     | Roberto Marcora       | 7–6(8–6), 5–7, 6–1 |
| 2014                     | Blaž Rola            | Yūichi Sugita         | 64-7, 6-4, 6-3     |
| 2012-2013: No se disputó |                      |                       |                    |
| 2011                     | Uladzimir Ignatik    | Alexandre Kudryavtsev | 6–4, 6–4           |
| 2009-2010: No se disputó |                      |                       |                    |
| 2008                     | Björn Rehnquist      | Danai Udomchoke       | 2–6, 7–6(4), 6–2   |

### Dobles
| Año                      | Campeones                                    | Finalistas                            | Resultado             |
| ------------------------ | -------------------------------------------- | ------------------------------------- | --------------------- |
| 2025                     | Ray Ho Matthew Romios                        | Vasil Kirkov Bart Stevens             | 6–3, 6–4              |
| 2024                     | Blake Ellis Tristan Schoolkate               | Nam Ji-sung Patrik Niklas-Salminen    | 6–2, 6–7(4–7), [10–4] |
| 2023                     | Antoine Bellier Luca Castelnuovo             | Ray Ho Matthew Romios                 | 6–3, 7–6(7–5)         |
| 2017-2022: No se disputó |                                              |                                       |                       |
| 2016                     | Aleksandr Kudriávtsev Denís Molchanov        | Sanchai Ratiwatana Sonchat Ratiwatana | 6–2, 6–2              |
| 2015                     | Daniel Muñoz de la Nava Aleksandr Nedovyesov | Fabrice Martin Purav Raja             | 6–2, 7–5              |
| 2014                     | Sanchai Ratiwatana Sonchat Ratiwatana        | Lee Hsin-han Amir Weintraub           | 6-2, 6-4              |
| 2012-2013: No se disputó |                                              |                                       |                       |
| 2011                     | Michail Elgin Alexandre Kudryavtsev          | Sanchai Ratiwatana Sonchat Ratiwatana | 7–6(3), 6–3           |
| 2009-2010: No se disputó |                                              |                                       |                       |
| 2008                     | Yu Xinyuan Zeng Shaoxuan                     | Phillip King Danai Udomchoke          | 1-6, 6-3, [10-5]      |